# Конституция Монако
Конституция Монако (Constitution de la Principauté) — основной закон Княжества Монако, имеющий на его территории высшую юридическую силу. Конституция была дарована князем Монако Ренье III 17 декабря 1962 года и заменила действовавшую ранее Конституцию княза Альбера I от 5 января 1911 года. Принята с целью усовершенствования институтов княжества, которые должны «лучше отвечать потребностям хорошего управления страной» и «удовлетворять новым потребностям, вызванным общественной эволюцией ее населения».
Состоит из преамбулы и 12 титулов, разделённых на 97 статей. Закрепляет за Князем Монако главенствующую роль в управлении княжеством: провозглашает неприкосновенность его личности и наделяет его не только исполнительной, но и судебной (он делегирует её судам и трибуналам) и частью законодательной власти (делит её с Национальным Советом). Таким образом, Княжество Монако является полноценной дуалистической монархией.
Конституционный контроль осуществляется Верховным трибуналом. Пересмотр Конституции возможен по соглашению Князя и Национального Совета. Поправки принимаются 2/3 голосов членов Совета. 
В апреле 2002 года по инициативе князя Ренье III в Конституцию были внесены изменения, предусматривающие возможность наследования Трона не только детьми, но и братьями, сёстрами, племянниками и племянницами монарха.